# Kanapoi
Kanapoi è un sito archeologico preistorico che si trova circa nella Rift Valley keniota, a sud-ovest del Lago Turkana in Kenya.

## Scavi
Il conte Sámuel Teleki e Ludwig von Höhnel furono i primi esploratori europei a raggiungere il Lago Turkana, nel 1888. Lo chiamarono Lago Rudolf in onore del principe d'Austro-Ungheria. Una successiva spedizione tra il 1902-03 del naturalista francese Bourg de Bozas rivelò un ricco assemblaggio di fossili di vertebrati attorno al lago, ispirando la Mission Scientifique de l'Omo di Arambourg negli anni '30 e '40. Louis Leakey esplorò i giacimenti fossili negli anni '40, finché i disordini politici e militari ostacolarono il lavoro fino alla fine della seconda guerra mondiale.
In seguito alle indagini di L.H. Robbins attorno ai margini meridionali del Lago Turkana e del bacino del Turkana, Bryan Patterson organizzò una serie di spedizioni ai siti fossili intorno al fiume Turkwel, al fiume Kerio, a Kanapoi e poi a Lothagam. Queste spedizioni furono seguite da un’altra serie organizzate dalla International Omo Research Expedition (IORE) dal 1967 al 1976, guidata da ricercatori kenioti, francesi e americani. Gli sforzi continuarono negli anni '80 sotto la direzione dei Musei nazionali del Kenya e di Richard Leakey.
Qui fu scoperto nel 1965 da Bryan Patterson un fossile di omero, repertorio KNM-KP 271,, e nel 1994 da Peter Nzube il fossile di mandibola, repertorio KNM-KP 29281, entrambi vecchi di 4,1 milioni di anni, attribuiti alla specie  Australopithecus anamensis, un ominide del genere Australopithecus.

## Descrizione
I fossili di Kanapoi furono depositati in sedimenti formati dai margini di laghi, fiumi e delta tra 3,4 e 4,2 milioni di anni fa, ed includono una vasta gamma di pesci ed una gran varietà di erbivori e carnivori, come tartarughe, coccodrilli, primati, elefanti, giraffe, rinoceronti, roditori, cavalli, ippopotami e maiali.